# Hanna Suchocka
Hanna Stanisława Suchocka ([ˈxanna suˈxɔt͡ska] lyssna (fil)), född 3 april 1946 i Pleszew nära Poznań i Storpolens vojvodskap, är en politiker, jurist, professor vid Adam Mickiewicz-universitetet. Suchocka var premiärminister i Polen 1992–1993. Hon var den första kvinnan på denna post i Polen. Åren 1997–2001 var Suchocka justitieminister i Jerzy Buzeks regering och 2001–2013 var hon Polens ambassadör i Vatikanstaten.

## Tidigare karriär
Suchocka studerade statsrätt vid Adam Mickiewicz-universitetet, där hon avlade examen 1968. Hon föreläste i juridik vid samma universitet samt vid katolska universitetet i Lublin.
1980 kom hon in i Sejm, en av de två kamrarna i Polens parlamentet, som medlem av demokratiska partiet (Stronnictwo Demokratyczne). Samtidigt var hon rådgivare för Solidaritet (Solidarność), en fackförening som spelade en viktig roll i slutet av det kommunistiska styret i Polen.
Hon var en av få medlemmar i Sejm som visade motstånd till krigslagarna 1981 och till att kriminalisera Solidaritet 1984. 1985 gick hon ur det demokratiska partiet och lämnade parlamentet.
Hon kom tillbaka till Sejm 1989 som medlem av Solidaritet och sedan 1991 som medlem av demokratiska unionen (Unia Demokratyczna).

## Tid som premiärminister
Suchocka var den första kvinna att få titeln när hon blev premiärminister i juli 1992.

## Senare karriär
Hanna Suchocka har en lång och inflytelserik karriär där hon bland annat 1994 var med och bildade socialdemokratiska Frihetsunionen som lyckades bli Polens tredje största parti. Mellan 1997 och 2000 var hon minister för rättvisa i en samarbetsregering. Hennes tid på posten kom att visa sig vara kontroversiell inte minst bland olika aktivistgrupper som till exempel Solidaritets valallians (Akcja Wyborcza Solidarność) och Centeravtal (Porozumienie Centrum). 1997 blev den regering hon satt i anklagad av en före detta inrikesminister för att ha avlyssnat oppositionspolitiker. En av partierna i denna regering lämnade 2000 efter att man inte lyckats hitta ersättare till ekonomiministern som misslyckat med sin post.
Hon är del i Club of Madrid som är en icke vinstdrivande organisation som står upp för demokratiska och mänskliga rättigheter världen över. 
Suchocka är också med i organisationen Council of Women World Leaders där nuvarande och före detta kvinnliga statschefer hjälps åt att få kvinnor till de högsta posterna världen över, så att frågor rörande kvinnor och jämställdhet kan lyftas upp på dagordningen.
Åren 2002–2013 var hon Polens ambassadör till Heliga Stolen (ämbete relaterat till påven i Rom). Hon sitter också sedan 1994 i en lärd grupp vars uppgift är att hjälpa Katolska kyrkan världen över och 2014 blev hon av påven utsedd till en kommission vars uppgift var att arbeta bort sexuella övergrepp inom Katolska kyrkan.         